# جیمز مورتیمر
جیمز مورتیمر (انگلیسی: James Mortimer) زادهٔ ۲۲ آوریل ۱۸۳۲م، در ریچموند، ویرجینیا و مرگ به تاریخ ۲۴ فوریه ۱۹۱۱م، در سن ۷۸ سالگی، یک دیپلمات، روزنامه‌نگار، نمایش نویس و استاد شطرنج بریتانیایی بود.

## پیشینه
جیمز مورتیمر در سال ۱۸۳۲م، در ایالات متحده آمریکا متولد شد. در ایالت زادگاهش به تحصیل علوم سیاسی در دانشگاه ویرجینیا پرداخت و پس از پایان تحصیلات، از سال ۱۸۵۵ تا ۱۸۶۰م، به عنوان دیپلمات آمریکایی در پاریس خدمت کرد. در همین دوران، مورد تقدیر امپراتور وقت فرانسه، ناپلئون سوم قرار گرفت و نشان لژیون دونور به وی اعطاء شد. هنگامی که در سال ۱۸۵۸م، پل مورفی برای شرکت در مسابقات شطرنج به پاریس سفر کرد، مورتیمر با وی ملاقات کرده و دوست شد. جیمز مورتیمر از جمله معدود کسانی بود که در رویارویی معروف مورفی و آدولف آندرسن در مناسبات شطرنج، حضور داشت.
همراه با آغاز مقدمات جنگ داخلی آمریکا، جیمز مورتیمر که به  کنفدراسیون جنوبی وفادار بود، در سال ۱۸۶۰م، از خدمت دولت فدرال کناره‌گیری کرد اما همچنان در پاریس ماند و روزنامه‌نگاری پیشه کرد. درسال ۱۸۷۰م، وقتی ناپلئون سوم از قدرت خلع شد، مورتیمر نیز مانند ناپلئون عازم بریتانیا شده و در انگلستان اقامت گزید.

جیمز مورتیمر در لندن، به حمایت از ناپلئون خلع شده از قدرت، روزنامهٔ فیگاروی لندن را تأسیس کرد. اگر چه ناپلئون سوم در سال ۱۸۷۳م، درگذشت، اما فیگاروی لندن تعطیل نشد و همچنان به عنوان یک مجله ادبی، هنری و سیاسی منشر شد. انتشار این مجله بحث‌انگیز بود و مورتیمر با نقدهایی ادبی تندی که می‌نوشت، دشمنان زیادی پیدا کرد. وقتی که به علت اتهامی، پروندهٔ وی به دادگاه فرستاده شد، مورتیمر نابخردانه تصمیم گرفت که خود، دفاع حقوقی از پرونده را بر عهده گیرد و به این ترتیب به عنوان وکیل مدافع، حق شهادت در امور پرونده، از وی سلب شد. پس از محکومیت در دادگاه که به رأی هیئت منصفه منظور شده بود، مورتیمر توانست، مدارکی را مبنی بر بی گناهی خود، به قاضی پرونده ارائه دهد، اما دیگر کار از کار گذشته بود و برخلاف عرف رایج، که پرداخت جریمه نقدی بود، مورتیمر به ۳ ماه حبس تأدیبی محکوم شد. با این حال حبس در زندان باعث افزایش محبوبیت وی گشت، زیرا بسیاری حکم دادگاه را غیرعادلانه می‌دانستند. اما درعمل زندانی شدن مورتیمر باعث شد که وی امتیاز مجله فیگاروی لندن را بفروشد و به این ترتیب، انتشار ستون معروف شطرنج مجله که ابتدا توسط یوهان لوونتال نوشته شده و بعد از سال ۱۸۷۶ تا ۱۸۸۲م، توسط قهرمان شطرنج جهان، ویلهلم اشتاینیتس، تنظیم می‌شد، متوقف گشت. پس از آزادی از زندان، مورتیمر به عنوان نمایشنامه نویس و منتقد ادبی به کار خود در لندن ادامه داد. از وی بیش از ۳۰ نمایشنامه نوشته شده در لندن باقی مانده‌است. سرانجام وی در حالی که مشغول پوشش خبری اولین مسابقات بین‌المللی شطرنج اسپانیا بود، در سال ۱۹۱۱م، در اثر ابتلا به بیماری سینه‌پهلو در گذشت.